# Генри, Грегг
Грегг Генри (англ. Gregg Henry, род. 6 мая 1952) — американский актёр.

## Жизнь и карьера
Грегг Генри родился в Лейквуде, штат Колорадо и окончил Вашингтонский университет в Сиэтле. В 1976 году он дебютировал в мини-сериале «Богач, бедняк» и с тех пор появился в нескольких десятках телешоу во второстепенных ролях.
Генри в 2007—2008 годах снялся с Минни Драйвер в сериале «Богатые», а после начал играть Холлиса Дойла в сериале Шонды Раймс «Скандал». В 2013 году он снялся в третьем сезоне сериала «Убийство». На большом экране он был заметен в фильмах «Двойник тела» (1984) и «Расплата» (1999). Снялся в эпизодической роли «человека из Вашингтона» в фильме «Лицо со шрамом» (1983).
Написал «The Back of Your Hand», который Дуайт Йоакам выпустил как сингл в 2003 году.

## Частичная фильмография
- Богач, бедняк — книга II (21 эпизод, 1976—1977)
- Блюз злой собаки (1978)
- Перл (мини-сериал, 1978)
- Перед самым рассветом (1981)
- Голубое и серое (мини-сериал, 1982)
- Лодка любви (1 эпизод, 1983)
- Двойник тела (1984)
- Ремингтон Стил (1 эпизод, 1984)
- Детективное агентство «Лунный свет» (1 эпизод (4-я серия 1-го сезона), 1985)
- Патриот (1986)
- Создавая женщину (1 эпизод, 1987)
- Фэлкон Крест (2 эпизода, 1988)
- Кегни и Лейси (1 эпизод, 1988)
- Честная игра (1988)
- Военные потери  (1989)
- Тёмный мститель (1990)
- Обоснованные сомнения (5 эпизодов, 1992—1993)
- Воспитание Каина (1992)
- Телесные повреждения  (1995)
- Мэтлок (4 эпизода, 1987—1995)
- Она написала убийство (7 эпизодов, 1985—1996)
- Звездный путь: Восстание (1998)
- Расплата (1999)
- Транзит (2001)
- Справедливая Эми (1 эпизод, 2002)
- Роковая женщина (2002)
- Светлячок (1 эпизод, 2002)
- 24 часа (4 эпизода, 2003)
- За поворотом (2003)
- Теневой партнёр (2005)
- Потерянный рейс (2006)
- Черная орхидея (2006)
- Девочки Гилмор (9 эпизодов, 2005—2007)
- Богатые (20 эпизодов, 2007—2008)
- Анатомия страсти (1 эпизод, 2010)
- Супер (2010)
- Братство по крови (2011)
- Ад на колёсах (2011—наст.вр.) (6 эпизодов, 2014—2015)
- Жеребец (25 эпизодов, 2009—2011)
- Скандал (21 эпизод, 2012—2013, 2014, 2016)
- Убийство (10 эпизодов, 2013)
- Стражи Галактики (2014)
- Медики Чикаго (8 эпизодов, 2016)
- Джейсон Борн (2016)
- Эксперимент «Офис» (2016)
- Стражи Галактики. Часть 2 (2017)
- Офисный беспредел (2018)
- Стражи Галактики. Часть 3 (2023)
- Монстры-коммандос (2024)